# جين ولز
جين ولز (بالإنجليزية: Jane Wells)‏ هي صحفية أمريكية، ولدت في 31 مارس 1961 في مقاطعة لوس أنجلوس في الولايات المتحدة.

## وصلات خارجية
- جين ولز على موقع IMDb (الإنجليزية)